# Goffredo da Alatri
Goffredo da Alatri (død 25. oktober 1287) var en af Den katolske kirkes kardinaler. 
Han blev kreeret til kardinal den 17. december 1261 af pave Urban 4..